# Distrito de Meno-Taunus
El Distrito de Meno-Taunus (en alemán: Main-Taunus-Kreis) es un Landkreis (distrito rural) ubicado en Hesse (Alemania). La superficie de gran parte del territorio de este distrito cae sobre el núcleo de lo que es Rin-Meno al oeste de Fráncfort del Meno. La zona está muy comunicada debido a una gran red de S-Bahnlinien (trenes de cercanías) y Autobahnen que enlazan todos los municipios de la región de Fráncfort. La capital del distrito recae sobre la ciudad de Hofheim del Taunus.

### Municipios

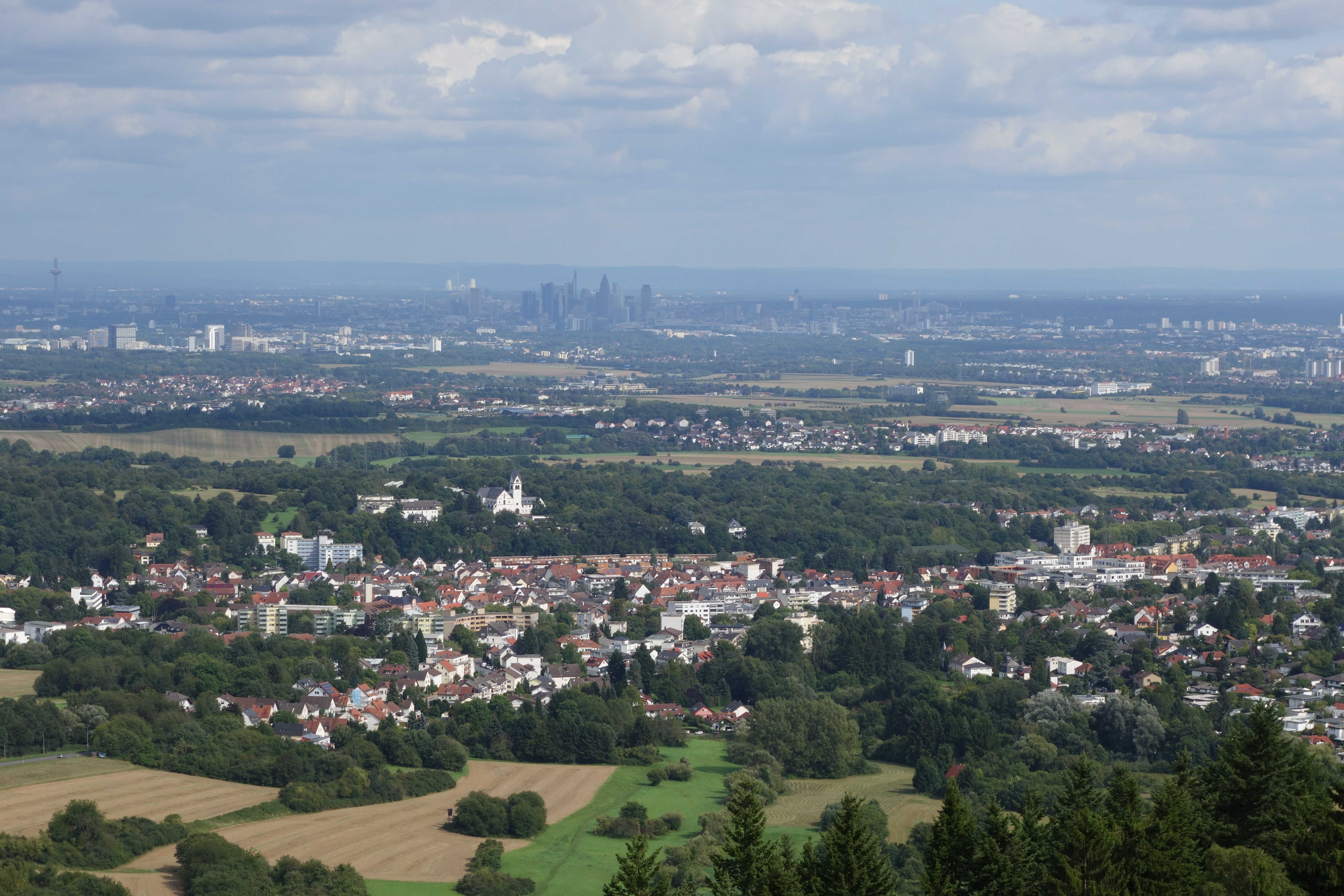
Vista desde el monte Staufen sobre Kelkheim (en primer plano), así como Liderbach, Bad Soden, Sulzbach y Eschborn (al fondo: Fráncfort)

## Composición del distrito
(Habitantes a 30 de junio de 2006)
| - Bad Soden (21.268) - Eppstein (13.411) - Eschborn (20.848) - Flörsheim (19.977) - Hattersheim (25.121) - Hochheim am Main (16.777) - Hofheim am Taunus (38.041) - Kelkheim (27.071) - Schwalbach (Hesse) (14.422) | - Kriftel (10.644) - Liderbach am Taunus (8.448) - Sulzbach (Hesse) (8.251) |

## Personas destacadas
- Albert Battel, militar nazi contrario al antisemitismo.